# Yuki Furukawa
Yuki Furukawa (古川 雄輝, Furukawa Yūki, Tóquio, 18 de dezembro de 1987) é um ator japonês. Ficou mundialmente conhecido ao interpretar Naoki Irie na série de televisão de 2013 Mischievous Kiss: Love in Tokyo, reprisando o papel na sua sequência, Mischievous Kiss 2: Love in Tokyo.

## Filmografia
| Ano  | Título                                   | Papel                        |
| ---- | ---------------------------------------- | ---------------------------- |
| 2011 | Asuko March!                             | Tetsuro Kishi                |
| 2011 | Bitter Sugar                             | Jun Kawasaki (Ep.7-8)        |
| 2011 | Boku to Star no 99 Nichi                 | Natsume Junkichi             |
| 2012 | Rich Man, Poor Woman                     | Tomoki Kuga                  |
| 2013 | Yae no Sakura                            | Hiromichi Kozaki             |
| 2013 | Otto no Kanojo                           | Yasushi Ishiguro             |
| 2013 | Mischievous Kiss: Love in Tokyo          | Naoki Irie                   |
| 2014 | Bitter Blood                             | Namekawa                     |
| 2014 | Mysterious Summer                        | Narrador                     |
| 2014 | Mischievous Kiss: 2: Love in Tokyo       | Naoki Irie                   |
| 2015 | Ishi no Mayu                             | Yokoi / Masato Yaginuma      |
| 2015 | 5-ji Kara 9-ji Made                      | Satoshi Mishima              |
| 2016 | Beppin-san                               | Kentaro Murata               |
| 2016 | Suishou no Kodou                         | Masato Yaginuma              |
| 2017 | Juuyou Sankounin Tantei                  | Toma Shimon                  |
| 2017 | Erased (Boku Dake ga Inai Machi)         | Satoru Fujinuma              |
| 2018 | Love Rerun                               | Shohei Machida               |
| 2018 | Gohan Taisakushitsu                      | Shoichi Sera                 |
| 2018 | Ten: Tenhodori no Kaidanji               | Hiroyuki Igawa               |
| 2018 | Harassment Game                          | Kotaro Yazawa                |
| 2019 | One Page Love                            | Yuri Hoshino                 |
| 2019 | Aku no Hadou                             | Naoya Nogi / Masato Yaginuma |
| 2020 | LINE no Kotae Awase - Otome to Kanchigai | Yasui Tsukasa                |
| 2020 | Hatarakazaru Monotachi                   | Keita Nittar [Repórter]      |
| 2020 | Araburu Kisetsu no Otomedomo yo          | Tomoaki Yamagishi            |
| 2021 | Risky                                    | Toru Sakurai                 |
| 2021 | 48 Nichi go ni Kekkon Shimasu            | Keiichi                      |
| 2021 | Tokyo, Aidano, Koidano                   | Haruaki Shuto (Ep. 1)        |
| 2021 | Gohoubi Gohan                            | Makoto Isogai                |
| 2022 | Liar                                     | Deno                         |
| 2022 | Liar: Surechigau Koi                     | Deno                         |
| 2022 | Kami-sama no Ekohiiki                    | [Kami-sama]                  |

| Ano  | Título                              | Papel                   |
| ---- | ----------------------------------- | ----------------------- |
| 2011 | High School Debut                   | Yui Asaoka              |
| 2011 | Men's Egg Drummers                  | Keita                   |
| 2011 | Tomio                               | Tomio                   |
| 2012 | Miss Boys - Yuujo no Yukue          | Shuichi Azuma / Matthew |
| 2012 | Torihada: The Movie                 | Takashi Yamamoto        |
| 2013 | Beyond the Memories                 | Kiyomasa Komine         |
| 2013 | The Eternal Zero                    | (Amigo de Saeki)        |
| 2014 | Wood Job! The Easy Life in Kamusari | Shoji Hasegawa          |
| 2014 | Wo Ai Ni in Tokyo                   | Tamotsu Bandou          |
| 2014 | Tada's Do-It-All House: Disconcerto | Detetive Sawada         |
| 2015 | Poison Berry in My Brain            | Saotome Ryoichi         |
| 2016 | Lychee Light Club                   | Zera                    |
| 2016 | Sun                                 | Morishige               |
| 2016 | L                                   | Ovesu                   |
| 2018 | Colors of Wind                      | Ryo/ Takashi            |
| 2018 | Laughing Under the Clouds           | Abe no Sosei            |
| 2018 | My Little Monster                   | Yoshida Yuuzan          |
| 2019 | Murder at Shijinsou                 | Haruya Tatsunami        |

| Ano  | Título                                          | Papel               |
| ---- | ----------------------------------------------- | ------------------- |
| 2011 | Tonari no Akuma-chan ~Mizu to Mizonokuchi~      | Hiroki              |
| 2014 | Itazura na Kiss 2: Love in Okinawa              | Naoki Irie          |
| 2016 | Yo nimo Kimyou na Monogatari: 2016 Fall Special | Shachuu no Dekigoto |
| 2018 | Donten ni Warau Tenka Yamainu Yameruttesa       | Abe no Sosei        |
| 2019 | Ten: Akagi Shigeru Soshiki Hen                  | Igawa Hiroyuki      |

## Prêmios
| Ano  | Prêmio                       | Categoria                     | Trabalho                          | Resultado |
| ---- | ---------------------------- | ----------------------------- | --------------------------------- | --------- |
| 2015 | 3rd Annual DramaFever Awards | Best Couple (com Honoka Miki) | Mischievous Kiss 2: Love in Tokyo | Venceu    |